# Studio Dragon
Studio Dragon Corporation (koreansk: 스튜디오드래곤 주식회사; Seutyudiodeuraegon Jusikhoesa) er et sydkoreansk drama-, marketing- og distributionsselskab under E&M-divisionen af CJ ENM. Det blev etableret den 3. maj 2016 som en spin-off fra E&M Media Content.
Virksomheden sluttede sig til KOSDAQ-indekset for Korea Exchange, det samme indeks, hvor dets moderselskab er inkluderet, gennem et børsintroduktion den 24. november 2017.